# カールじいさんの空飛ぶ家
『カールじいさんの空飛ぶ家』（カールじいさんのそらとぶいえ、原題: Up）は、ピクサー・アニメーション・スタジオが製作した2009年公開のアニメーション映画である。ピクサー初のディズニーデジタル3-D版も同時公開された。同時上映は短編アニメーション『晴れ ときどき くもり』（原題: Partly Cloudy）。
アニメーション映画としては初めて第62回カンヌ国際映画祭のオープニング作品となった。
第67回ゴールデングローブ賞アニメ映画賞・作曲賞受賞。また第82回アカデミー賞にて、アニメーション映画としては1991年の『美女と野獣』以来史上2度目となる、作品賞候補入りを果たした。
本作のスピンオフのTVシリーズ『ダグの日常』がDisney+にて配信された。なお、TVシリーズでもカール役を担当するエドワード・アズナーは2021年8月29日に亡くなったためこれが遺作となった。
本作のスピンオフ短編作品となる『カールじいさんのデート』が2023年に公開された『マイ・エレメント』にて同時上映された。

## あらすじ
勇敢な冒険家チャールズ・マンツに憧れる少年カールは1軒の空き家で、同じく冒険好きでマンツに憧れる少女エリーと出会い、意気投合する。成人した二人はやがて結婚し、初めて出会った空き家を新居とした。マンツが消息を絶ったという“伝説の滝”パラダイス・フォールについて語り合い、いつか二人で見に行こうと約束する。二人は夫婦の時間を楽しみ、長い間共に幸せに生きてきたが、度々の出費で中々滝への旅行費用が貯まらない事に加え、子供は授からなかったところを、カールがついに渡航チケットを手に入れた矢先、エリーは病に倒れ、亡くなってしまう。
最愛の妻を失ったカールは、街の開発計画によって周囲に高層ビルが建設されていく中、妻との思い出が詰まった家を守るため、立ち退きの要求を頑固に拒み続けていた。ところがある日、工事関係者が誤ってカールの家のポストを壊してしまい、怒ったカールは工事関係者を殴って怪我させてしまい、裁判の判決で立ち退かざるをえなくなってしまう。そしてこれをきっかけに、妻との約束を果たす事を決心し、10297個もの風船を結びつけた家ごとパラダイスフォールに向けて旅に出る。しかし、飛び立った後で“お年寄りのお手伝いバッジ”を手に入れて自然探検隊員としてのランクアップを目指している少年ラッセルが家に入り込んでいた事に気付く。
“お年寄りのお手伝いバッジ”入手に必要な書類へのカールの署名をしつこく求めるラッセルの助けもあってパラダイス・フォールのある土地にたどり着いた二人だったが、着地したのは滝から離れた場所だった。ラッセルの提案で家が浮くことが出来る限界の3日後までに滝まで移動しようと家をロープで引っ張って移動している最中、ラッセルが巨大な怪鳥ケヴィン、そしてケヴィンを追っていた犬ダグと遭遇し「ペットにしたい」とカールに懇願。成り行きで二匹も同行する事になった。

## キャッチコピー
全て日本版。
- 愛する妻が死にました―　だから私は旅に出ます。（チラシ・テレビスポット）

- いくつになっても、旅に出る理由がある。（予告編・前売チケット）

- じいさんだって、飛べるんです。（特報・パネル）

- 人生、このままじゃ、終われない。（新聞広告）

- 人生って、最高の冒険だ。（DVD・ブルーレイ・microSD）

- 僕のともだち、78歳。（DVD・ブルーレイ・microSD）

## 登場人物

### 主要人物
カール・フレドリクセン
主人公。無口で頑固な78歳の老人。冒険好きだった少年時代に同じ冒険好きの少女エリーと出会い、結ばれる。本来は口数が少ないが子供好きの優しい性格でエリーと初めて出会った家を新居にして幸せに暮らしていたが、エリーを病気で亡くすと、エリーとの思い出が詰まった家を守ろうとするあまり頑固な性格になる。最近は足腰が弱くなって来た為、階段は普段電動椅子で昇降し、テニスボールがクッション代わりの4つ足の杖を使っている。偶然工事関係者がポストを壊した事で、これに怒ってその工事関係者を杖で殴り怪我をさせてしまい、裁判で立ち退きの判決を受けるが、これを機にエリーとの約束を果たすため、たくさんの風船をつけた家と共に旅に出る。当初は妻との約束である目的を果たす事のみに執着し周囲に冷たく当たっていたが、ラッセルと旅をする内に本来の自分を取り戻していく。
ラッセル・キム
好奇心旺盛なボーイスカウトの少年。肥満体型の8歳。一度も会話をしたことがない父親と話すべく「お年寄りの手伝いをする」という任務を遂行し、“お年寄りのお手伝いバッジ”の授与式に父を出席させるため、何かできないことはないかとカールに付きまとっていた。複雑な家庭を持っている。カールの旅立ちの際に家に紛れ込み、旅に同行することになる。父親に会う為だけにボーイスカウトのバッジが欲しいだけなのでマナーや実地訓練はほとんど受けていないに等しく、テントの張り方は知らず、位置確認はGPSで済ますだけだったり、相手の言葉を疑いもせずに真に受けたり、野生動物であるケヴィンに平気でチョコレートを与えてしまったり、ペットとして飼いたいと思う等普通の少年とそれほど大差ない。更にロープ昇りが出来ないなど体力や運動能力も良くはない。マンツに捕獲されたケヴィンを救出すべく、自身も数個の風船を付けて手持ち送風機を動力に飛行し、マンツの飛行船に立ち向かう。
ダグ
首輪に犬語翻訳機をつけた犬。マンツの犬軍団の一匹で命じられた任務を遂行しようとしていたが、仲間達からは落ちこぼれ扱いされており、常に一匹で行動している。カール達と行動を共にするうちにカールを主人として慕うようになる。大勢いる犬の中で彼だけがデフォルメされて描かれている。
短編アニメでカールたちとの出会いまでの物語が描かれており、二人と出会った日が彼の誕生日であることが判明した。
ケヴィン
マンツが生涯を賭けて捜し求めている伝説の怪鳥。体長12フィート（3m65cm）で、カラフルな羽毛が特徴。足跡の形状と外見からラッセルからはシギだと思われている。ラッセルと出会い、彼が偶然与えたチョコレートが好物となり、人にも懐くようになる。ラッセルを放り投げて遊ぶほど首と脚が強靭で、カールとラッセルを乗せて走れる。ラッセルがオスだと思って名付けたが実はメスで、巣には子供もいる。彼女の巣は入り込むと脱出不可能な石の迷宮の中にある。
エリー
カールの妻。本作のキーパーソン。大変活発な夢追う少女時代に、空き家で冒険の魅力に目覚め始めたカールと出会い意気投合。自身が作った「冒険クラブ」に誘い、これを機に親交を深めてカールと結婚した。二人はお金を貯めてパラダイス・フォールへの旅を考えていたが、車が故障したり、自宅の老朽化や仕事等々にてお金が貯まらず夢も途中。そして子どもには恵まれなかったものの、長年の日々を2人で幸せに暮らしたが病に倒れてしまい、約束を断念せざるを得ない死の直前に子供の頃に大切に作り上げた「わたしの冒険ブック」をカールに託す。

### 敵キャラクター
チャールズ・F・マンツ
30年代に活躍した冒険家で子供時代のカールやエリーが憧れていた存在。現在は94歳。実は本作のディズニー・ヴィランズである。「パラダイスの滝の怪物」とされる怪鳥の骨が偽物と断定されたことで、冒険家協会の協会員資格を剥奪され、名誉挽回のために「怪物を生け捕りにするまで戻らない」と宣言し、南米へ再び旅立ってからは、洞窟に飛行船「アドベンチャー号」を置きアジトとし、犬軍団を従えて怪物（ケヴィン）を探し続けていた。
長らく捕らえられずにいた怪物に執着しており、更に過去の出来事から疑心暗鬼になっている。旅の途中のカールと対面し、最初は意気投合するが、誤解により彼らが怪物を手に入れるために南米に来たのだと勘違いした挙句、ケヴィンを手に入れるのに邪魔な彼らを始末しようとまで企む。彼はそれ以前に上記の理由で、カール達より前に自身のもとへ訪れたこれまでの訪問者たちの私物を飾っていることから、恐らくは何人も殺害してきたと推測できる。最終的にはカール達との熾烈な対決の末に飛行船から雲の下に落下した。その後、伝説の鳥（ケヴィン）を捕える必要がなくなったため、マンツの犬軍団は解散し、彼が遺した飛行船はカールによって帰国用に使われることになった。
アルファ
マンツの犬軍団のリーダーであるドーベルマン。命じられた任務を忠実に遂行する。彼の犬語翻訳機は本来は低めの声だが、故障しておりちょっとしたショックで声が高くなったりしている。ベータやガンマなどの部下の犬達も犬語翻訳機をつけている。他の犬達に対して厳しい態度を取っており、特にダグのことを嫌っているが、ボールを追いかけたり、リスの匂いがするとそちらに反応してしまうなど所詮は普通の犬。カールたちとの対決後、マンツの犬軍団は解散し、エンドロールでは新しい飼い主たちと幸せに暮らしている様子。
ベータとガンマ
アルファの手下コンビ。ロットワイラーがベータでブルドッグがガンマ。マンツの犬としての地位はグレーリーダー（ベータ）、グレー2（ガンマ）。ダグのことが嫌いであったり、リスに反応する仕草はアルファと同じ。

### その他
トム
カールの家の近所で工事作業をしている男性。ボスの命令でカールの家の土地を買い取ろうとしているが、なかなかうまくいかない。
ボス
トムの上司。カールの家の土地を買い取るようトムに命令している。カールからは「スーツ」や「ヒッピー」と呼ばれている。
スティーブ
工事作業員の一人。カールの家のポストを壊してしまい、直そうとするが、ポストを触ったことでカールに杖で叩かれてケガをしてしまった。

## 声の出演
| 役名                   | 原語版                     | 日本語吹き替え版 |
| ---------------------- | -------------------------- | ---------------- |
| カール・フレドリクセン | エドワード・アズナー       | 飯塚昭三         |
| ラッセル・キム         | ジョーダン・ナガイ         | 立川大樹         |
| チャールズ・F・マンツ  | クリストファー・プラマー   | 大木民夫         |
| ダグ                   | ボブ・ピーターソン         | 松本保典         |
| アルファ               | ボブ・ピーターソン         | 大塚芳忠         |
| ベータ                 | デルロイ・リンドー         | 檀臣幸           |
| ガンマ                 | ジェローム・ランフト       | 高木渉           |
| トム                   | ジョン・ラッツェンバーガー | 楠見尚己         |
| アナウンサー           | デヴィッド・ケイ           | 垂木勉           |
| エリー（子供時代）     | エリザベス・ドクター       | 松元環季         |
| カール（子供時代）     | ジェレミー・レアリー       | 吉永拓斗         |
| イディス巡査           | ミッキー・マッゴーワン     | 梅田貴公美       |
| スティーブ             | ダニー・マン               | 小形満           |
| 看護師ジョージ         | ドナルド・フュリラブ       | 多田野曜平       |
| 看護師AJ               | ジェス・ハーネル           | 朝倉栄介         |
| ストラウチ             | ピート・ドクター           | 滝知史           |
| ケヴィン               | ピート・ドクター           | 原語版流用       |
| キャンプ・マスター     | ピート・ドクター           | 渡辺穣           |
| 若き日のマンツ         | ピート・ドクター           | 三宅健太         |
| オメガ                 | ジョシュ・クーリー         | 三宅健太         |

## 日本語版制作スタッフ
- 演出：木村絵理子
- 吹替翻訳：佐藤恵子
- 翻訳監修：イアン・マクドゥーガル
- 調整：吉田佳代子
- 録音：一口坂スタジオ、オムニバス・ジャパン
- 制作担当：宮越啓之、清水和人（東北新社）
- 録音制作：東北新社
- 制作監修：津司大三
- 制作総指揮：佐藤淳
- 日本語版制作：DISNEY CHARACTER VOICES INTERNATIONAL, INC.

## 主な受賞
- ナショナル・ボード・オブ・レビュー賞（2009年）：作品賞、アニメ映画賞
- 第67回ゴールデングローブ賞：アニメ映画賞、作曲賞
- 第37回アニー賞（2009年）：長編アニメーション賞、監督賞
- PGA賞：アニメ映画賞（2010年）
- 第82回アカデミー賞：作曲賞、長編アニメ映画賞

## トリビア
- カールの家が旅立つ際、『トイ・ストーリー』に出てきたピザプラネットのデリバリートラックが通常より角ばったデザインで登場する。
- 犬語翻訳機の元ネタはタカラトミーの玩具バウリンガルである。
- カールの家の前には「SUSHI PRONTO」というお店がある。
- カールが出廷した法廷の番号がA113。
- カールの家が雲の中で雷雨に襲われるシーンは『天空の城ラピュタ』を参考にしている。
- カールが南米行きの航空チケットを求めた受付にあるパンフレットに、ピクサーの短編『ニックナック』に登場するキャラクター「サニー・マイアミ」が載っている。
- カールが町を旅立つ際、窓の外を通る子供部屋に、次回作『トイ・ストーリー3』の「ロッツォ・ハグベア」がカメオ出演している。
- 「パラダイスの滝」のシーンはギアナ高地に実在する滝（エンジェル・フォール）を取材したもの[6]だが、1925年の無声映画「ロスト・ワールド」へのオマージュが込められている。
- カールの容姿は、名優スペンサー・トレイシーの晩年をモチーフにしている。
- ピクサー初の3D上映での長編作品。同時上映の「晴れ ときどき くもり」も3D化された。また、オープニング及びエンディングのピクサーのロゴも3D上映では3D用のアングルで上映された。
- この作品のヴィランズでもあるチャールズ・マンツの名前は、かつてウォルト・ディズニーとアブ・アイワークスが作ったウサギのキャラクター「オズワルド・ザ・ラッキー・ラビット」の版権を握っていたチャールズ・ミンツのもじりである。

## 地上波放映履歴
| 回数 | テレビ局   | 番組名             | 放送日         | 備考                                                         |
| ---- | ---------- | ------------------ | -------------- | ------------------------------------------------------------ |
| 1    | TBS        | 水曜プレミア       | 2013年4月3日   | 地上波初放送。この回から番組タイトルを『水曜プレミア』に改題 |
| 2    | フジテレビ | 赤と黒のゲキジョー | 2014年12月19日 |                                                              |
| 3    | 日本テレビ | 金曜ロードショー   | 2023年8月4日   | 『カールじいさんのデート』の公開を記念                       |

## 他作品との類似
序盤の内容がフランスのアニメーション作品"Above then Beyond"に酷似しているという指摘がある。